# 苏维埃纸币
苏维埃纸币（俄語：совзнаки，IPA：[sɐˈvznakʲɪ]）是苏维埃俄罗斯政府1919年发行的银行券，使用至1924年。1924年3月7日，苏联人民委员会开始发行“金卢布国库券”，停止发行并开始收回苏维埃纸币卢布，1923年版卢布按照5万比1兑换“金卢布国库券”，1922年版卢布按照500万比1兑换金卢布国库券，1919年版卢布按照500亿比1兑换金卢布国库券。10金卢布国库券相当于1切尔文券。 